# Skawina
Skawina è un comune urbano-rurale polacco del distretto di Cracovia, nel voivodato della Piccola Polonia.
Ricopre una superficie di 100,15 km² e nel 2004 contava 41 256 abitanti.

## Amministrazione

### Gemellaggi
- Civitanova Marche, dal 2005